# De Vierpolders
Het waterschap De Vierpolders was een waterschap in de voormalige gemeente Vierpolders, later Brielle en Voorne aan Zee, in de Nederlandse provincie Zuid-Holland.
Het waterschap was in 1811 ontstaan als de (gedeeltelijke) rechtsopvolger van het Ambacht De Vierpolders en omvatte de polders Veckhoek, 't Nieuwland, Oude-Gote en Oud-Helvoet.
Het waterschap was verantwoordelijk voor de waterhuishouding in de polders.